# Steger
Steger è un comune degli Stati Uniti d'America, situato nell'Illinois, nella contea di Cook e in parte nella contea di Will. La località fa parte dell'area metropolitana di Chicago e in particolare si trova nella zona a sud della metropoli.